# Searles Valentine Wood
Pour les articles homonymes, voir Wood et Searles.
Searles Valentine Wood (14 février 1798 – 26 octobre 1880) est un paléontologue britannique.

## Biographie
En 1811 Wood fait de la mer son métier en s'engageant comme aspirant dans la compagnie anglaise des Indes orientales. En 1826 il abandonne la mer et s'installe à Hasketon près de Woodbridge. À partir de cette date, il étudie les mollusques du Tertiaire récent (Pliocène) du Suffolk et du Norfolk ainsi que ceux du Tertiaire plus tardif (Éocène) du bassin de Hampshire. Sur ce dernier sujet il écrit A Monograph of the Eocene Bivalves of England (Une monographie sur les bivalves de l'Éocène d'Angleterre- (1861-1871) publiée par la Palaeontographical Society. Sa plus importante publication est A Monograph of the Crag Mollusca (Une monographie sur les mollusques du Crag) (1848-1856), publiée par la même société et pour laquelle il reçoit la médaille Wollaston en 1860. Une édition augmentée parait en 1872-1874 et une troisième est publiée par son fils en 1882.
Son fils, Searles Valentine Wood (1830-1884), est notaire pendant quelques années puis devient géologue, étudiant plus spécialement la structure des dépôts du Crag et les mouvements des glaciers.

## Sources
- (en) « Searles Valentine Wood », dans Encyclopædia Britannica [détail de l’édition], 1911 (lire sur Wikisource).